# 張玉良 (1926年)
張玉良（1926年—），香港著名華商。望族张祝珊家族的掌门。曾是會德豐洋行最大股東。

## 生平
張玉良生於廣州，其父張祝珊於1936年因積勞成疾逝世。張祝珊去世後兩年，日軍攻佔廣州，其遺孀郭庚帶同其子，逃至香港以避戰禍。張玉良被送至英皇書院讀書。在大哥張玉階於1959年因去世後，張玉良隨即成為張氏家族的掌舵人，他是香港較早成功地運用借殼上市手法的華商。
1970年，張玉良將家族資產聯邦大廈與國際大廈物業售予英資的聯邦地產，交換聯邦地產百分之七十的股權，以借殼上市。借壳上市后，1970至1972年間，陆续以联邦地产的股份，以及半山梅道花園台等物业，交換老牌英資洋行會德豐的股票，持股量有百分之四十，成為會德豐最大股東。會德豐中文名為會德豐洋行，主要業務是航運，於1925年由英籍猶太商人喬治·馬登在上海成立，1949年遷往香港，1959年老馬登的兒子約翰·馬登出任會德豐主席兼總經理後，會德豐大舉擴張，高峰期全公司擁有附屬及聯營公司200多家。张玉良虽不在会德丰掌权，但作为大股东，经营状况如何，直接关系到他的利益。会德丰船务最困难时，主席約翰·馬登代表會德豐，向拥有10亿港元现金的属会德丰系的置业信托拆借九千三百六十万港元。张玉良行使大股东的权利，声称这些现金是众股东参股投资置业的，对约翰的决定进行抵制。张玉良與馬登兩家多年來爭執甚多，本已貌合神離，經此时後两家芥蒂更深。七十年代末，張玉良家族发生财产纠纷，令香港人意外地得知張玉良家族的巨額財產，披露出来的家族财产还只是冰山一角。

### 会德丰收购战
1985年2月14日下午會德豐突然停牌，宣佈新加坡富商邱德拔已由馬登家族手上收購13.5%投票權的股票，同時提出以A股$6，B股$0.6（A股面值相當於B股5倍，但具有相同的投票權）全面收購建議。張玉良認為被馬登出賣，故將股權轉讓予包玉剛，並要求完全控制會德豐，不容對手反收購。1985年2月16日，包玉剛屬下九龍倉宣佈以A股$6.6，B股$0.66全面收購會德豐，並聲稱直接間接持有34%投票權的會德豐股票。2月19日邱德拔將收購價提高至A股$7，B股$0.7。
由於聯合企業持有6.8%的會德豐股權，2月25日包玉剛宣佈以每股$11收購聯合企業，2月26日宣佈提高收購價至A股$7.5，B股$0.75。3月15日，包玉剛已持有起過50%的會德豐的股權，同日邱德拔宣佈接受包玉剛收購建議。包玉剛因而奪得會德豐及其屬下七間上市公司，成為擁有最多上市公司的財團之一。最後包玉剛於同年6月私有化會德豐，並透過系內資產重組，把隆豐國際成為系內控股公司，直至1993年隆豐國際通過易名為會德豐，並於11月24日再次成為恆生指數成份股，但在2005年6月6日起，再次剔除恆生指數成份股之列。
二十世紀八十年代末，張玉良開始淡出香港，並出售會德豐與淘大置業等，其家族擁有財富當時估值為75億元。